# Gerlach III. (Limburg)
Gerlach III. von Limburg „der Jüngere“ (* unbekannt; † 3. April 1365 in Limburg an der Lahn) war ein Edelherr und Herr der Stadt und Herrschaft Limburg sowie Chef des Hauses Limburg. Als ältester Sohn aus der zweiten Ehe seines Vaters Gerlach II. mit Kunigunde von Wertheim  übernahm er die Regierung nach dem Tod seines Vaters Gerlach II. im Jahr 1355.
Der Chronist Tilemann Elhen von Wolfhagen bezeichnet ihn in der Limburger Chronik, als braun von Antlitz, groß, scharff von Reden und hatte einen schwarzen Kroll (Lockenkopf) und einen schwarzen Bart, und war rasch und gedorstig ein Ding zu thun.

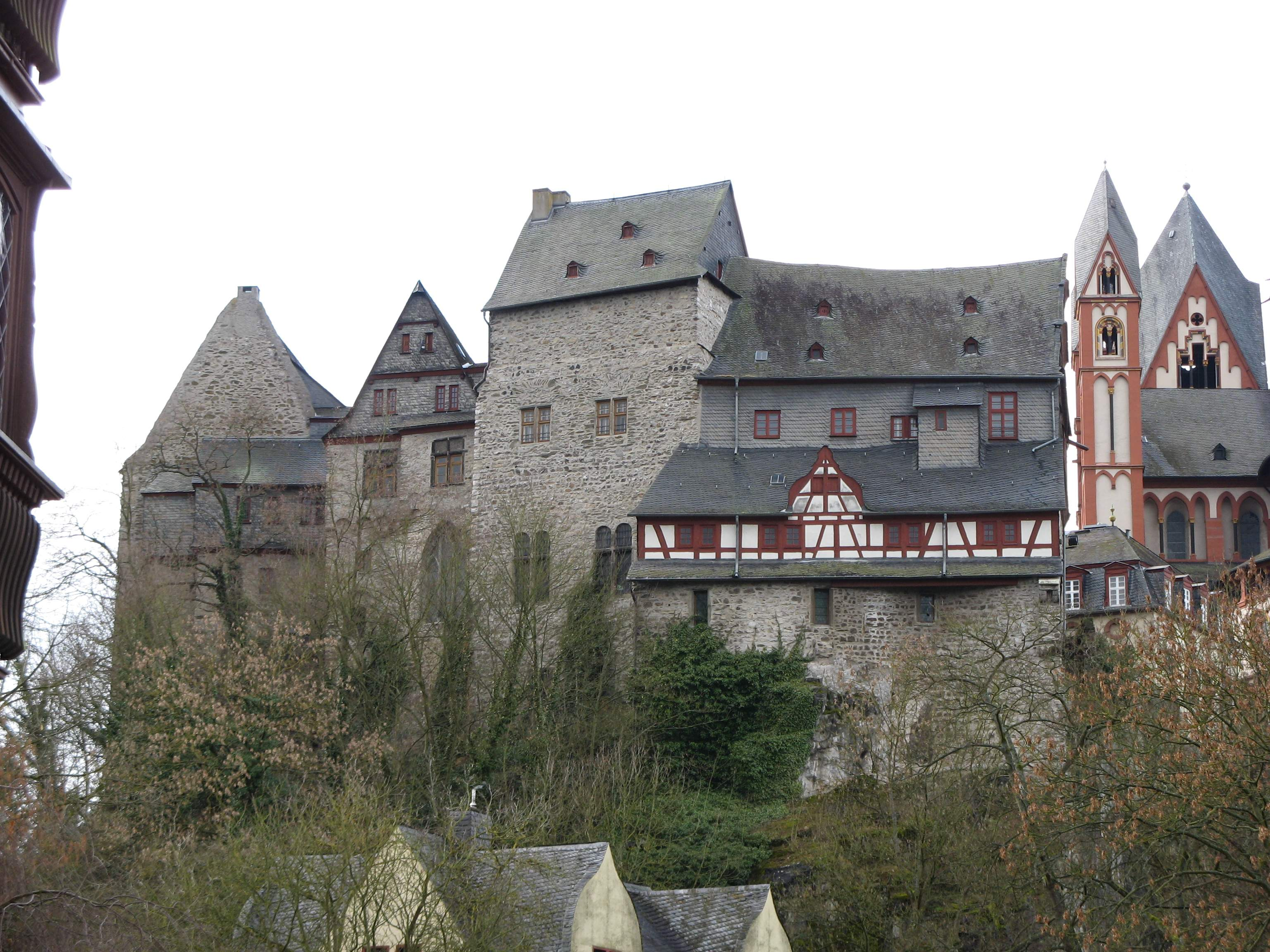
Die Burg Limburg war Residenz der Herren von Limburg

## Leben
Er entstammte der Dynastie Limburg im Lahngau, einer Seitenlinie der Isenburger, die sein Urgroßvater Gerlach I. begründete. Jener war über seine Tochter Imagina († um 1318) der Schwiegervater des deutschen Königs Adolf aus dem Haus Nassau. Königin Imagina war die Großtante Gerlachs III.
Am 28. April des Jahres 1355 huldigten die Limburger Bürger Gerlach dem III., der ihnen ihre Freiheiten, Rechte und Gewohnheiten verbriefte.
Aus dem Diplom Kaiser Karl IV. zugunsten der Bürger von Limburg von 1356 geht hervor, dass Gerlach III. offensichtlich noch immer unter der während der Herrschaft seines Vaters angehäuften Schuldenlast litt: Der Kaiser schrieb das Diplom seines Vorgängers fort, in dem festgelegt wurde, dass die Limburger Bürger nicht für die Schulden ihrer Herren haftbar gemacht werden durften. Von 1356 bis 1359 beteiligte sich Gerlach von Limburg zusammen mit seinem Vetter Heinrich von Isenburg-Büdingen und anderen Grafen, Rittern und Edlen an Streitigkeiten mit dem neuen Erzbischof von Trier, Boemund II. In den folgenden Auseinandersetzungen um die Burg Neu-Langenau kam es 1357 zu einem mehrwöchigen Waffenstillstand. Der Friedensschluss erfolgte erst im Jahr 1359.
1357 stimmte der Kölner Erzbischof einem Wittum der Ehefrau Gerlachs, Elisabeth von Falkenstein, im kurkölner Lehensgebiet Seckbach zu.
Im Rahmen der Auseinandersetzung mit den Reifenbergern wurde ein feindliches Heer vor den Toren Limburgs in die Flucht geschlagen. 1363 erschlugen die Reifenberger den Stadthauptmann Friedrich von Hattstein, dessen Tod auch von Herrn Gerlach betrauert wurde.
Ab 1364 nahm Herr Gerlach mit 25 Rittern vertragstreu und erfolgreich am elsässischen Feldzug mit dem Trierer Erzbischof Kuno II. von Falkenstein teil. Dieser Feldzug richtete sich gegen die beschäftigungslosen, plündernden Söldnertruppen aus dem Hundertjährigen Krieg, die man bei späteren Raubzügen auch als Armagnaken bezeichnete.
Nach seiner Rückkehr 1365 starben Herr Gerlach und seine Gattin bei einer Pestepidemie in Limburg. Da die beiden kinderlos waren, wurde sein Bruder Johann II. von Limburg sein Nachfolger.